# Wartnaby
Wartnaby – wieś w Anglii, w hrabstwie Leicestershire, w dystrykcie Melton, w civil parish Ab Kettleby. Leży 23 km od miasta Leicester. W 1931 roku civil parish liczyła 99 mieszkańców. Wartnaby jest wspomniana w Domesday Book (1086) jako Worcnodebie.